# ناغاره ياما (تشيبا)
مدينة ناغاره ياما (بالإنجليزية: Nagareyama)‏ هي إحدى المدن التابعة لولاية تشيبا. تأسست رسميًا في 01/01/1967. ويقدر عدد سكانها بـ 156686 نسمة حسب تقدير مكتب الإحصاء الياباني لعام 2012. تبلغ مساحة ناغاره ياما 35.28 كم2. بكثافة سكانية تبلغ 4441 نسمة/كم2.

## أعلام
- كازويا موراتا
- يوتا يوشيدا
- هيديكاز أوتاني
- هيروشي إيبوسوكي
- تاكاأكي اهارا